# Vegyenói járás

A Vegyenói járás Csecsenföldön

A Vegyenói járás (oroszul Веденский район, csecsen nyelven Веданан кlошт) Oroszország egyik járása Csecsenföldön. Székhelye Vegyeno.

## Népesség
- 1989-ben 33 142 lakosa volt, melyből 32 219 csecsen (97,2%), 396 ingus, 220 orosz, 159 avar, 30 kumük, 18 ukrán, 12 nogaj, 4 örmény.
- 2002-ben 23 390 lakosa volt, melyből 23 028 csecsen (98,5%), 245 orosz, 49 avar, 11 ukrán, 4 ingus, 2 kumük, 1 örmény.
- 2010-ben 36 801 lakosa volt, melyből 35 660 csecsen, 341 orosz, 169 avar, 107 lezg, 58 tabaszaran, 54 kumik, 25 azeri, 24 tatár, 23 lak, 22 kazah, 20 dargin stb.

| Lakosok száma | 33 207 | 26 322 | 36 801 | 37 873 | 38 890 | 39 173 | 39 794 | 40 428 | 41 359 | 42 150 |
|               | 1989   | 2009   | 2010   | 2013   | 2015   | 2016   | 2018   | 2020   | 2021   | 2024   |